# Käferbach
Käferbach (fränkisch: Underkefaba) ist ein Gemeindeteil der kreisfreien Stadt Ansbach (Mittelfranken, Bayern). Käferbach liegt in der Gemarkung Elpersdorf bei Ansbach.

## Geografie
Das Dorf liegt am gleichnamigen Bach, einem linken Zufluss der Altmühl. Der Mittelbach mündet dort als linker Zufluss des Käferbachs. 0,75 km nördlich des Orts befindet sich der Käferbuck, südöstlich ist der Mühlbuck gelegen, 0,75 km befindet sich das Waldgebiet Im Forst. Gemeindeverbindungsstraßen führen nach Steinbach (0,7 km südlich) und zur Staatsstraße 1066 (0,2 km nordwestlich).

## Geschichte
Der Ort bestand ursprünglich aus vier Siedlungen: Aub, Obermühle, Käferbach mit der Käfermühle und Mittelmühle. 1367 wurden die Orte als „zer Awe“ und „Keferndorf“ erstmals urkundlich erwähnt. Die Bedeutung des ersten Ortsnamens ist Siedlung in der Aue, die des zweiten bleibt unklar, ein Zusammenhang mit dem Käfer ist wohl eher unwahrscheinlich.
In Aub gab es vor dem Dreißigjährigen Krieg 8 Anwesen, von denen einige das Stiftsamt Ansbach als Grundherrn hatten. 1637 war nur noch ein Anwesen besitzt, die übrigen verödet.
Gegen Ende des 18. Jahrhunderts bildete Käferbach mit Aub eine Realgemeinde. In Käferbach gab es 6 Anwesen und ein Gemeindehirtenhaus. Das Hochgericht übte das brandenburg-ansbachische Hofkastenamt Ansbach aus. Die Dorf- und Gemeindeherrschaft hatte das Stiftsamt Ansbach. Grundherren waren das Fürstentum Ansbach (Stiftsamt Ansbach: 2 Halbhöfe, 1 Mühle, 1 Wirtsgut), der Ansbacher Rat: 1 Söldengut) und die eichstättischen Stiftsoblei Herrieden (1 Mühle). In Aub gab es 7 Anwesen. Grundherren waren das Stiftsamt Ansbach (4 Köblergüter, 1 Leerhaus, 1 Mühle und die Pfarrei Neunstetten (1 Gütlein). Von 1797 bis 1808 unterstand der Ort dem Justiz- und Kammeramt Ansbach.
Im Rahmen des Gemeindeedikts wurden die Orte dem 1808 gebildeten Steuerdistrikt Elpersdorf und der 1811 gegründeten Ruralgemeinde Elpersdorf zugeordnet. Diese wurde am 1. Juli 1972 im Zuge der Gebietsreform in die Stadt Ansbach eingegliedert.
Die mundartliche Unterscheidung zwischen Oberkäferbach (für Aub und Obermühle) und Unterkäferbach (für Käferbach und Käfermühle) erfolgte erst im 20. Jahrhundert.

### Baudenkmal
- Käfermühle: Wassermühle am Käferbach, im Kern 18. Jahrhundert

### Einwohnerentwicklung
| Jahr      | 001806 | 001818 | 001840 | 001861 | 001871 | 001885 | 001900 | 001925 | 001950 | 001961 | 001970 | 001987 | 002018 |
| Einwohner | 65     | 63     | 82     | 71     | 84     | 80     | 72     | 75     | 117    | 97     | 90     | 90     | 76     |
| Häuser    | 13     | 14     | 15     |        |        | 17     | 13     | 13     | 13     | 14     |        | 22     | 26     |
| Quelle    | [ 19 ] | [ 20 ] | [ 21 ] | [ 22 ] | [ 23 ] | [ 24 ] | [ 25 ] | [ 26 ] | [ 27 ] | [ 28 ] | [ 29 ] | [ 30 ] |        |

## Religion
Käferbach ist seit Einführung der Reformation im Fürstentum Ansbach im Jahr 1528 evangelisch. Da aber die Grundherren (Kollegiatstift Herrieden) zu dieser Zeit katholisch waren, richteten die Bewohner 1599 eine Bittschrift an den Ansbacher Markgrafen, katholisch bleiben zu dürfen, was jedoch abgelehnt wurde. Die Einwohner evangelisch-lutherischer Konfession sind bis heute nach St. Laurentius (Elpersdorf bei Ansbach) gepfarrt, die Einwohner römisch-katholischer Konfession nach St. Ludwig (Ansbach).